# Gymnoscelis oribiensis
Gymnoscelis oribiensis là một loài bướm đêm trong họ Geometridae.